# Van Buren (Indiana)
Van Buren és una població dels Estats Units a l'estat d'Indiana. Segons el cens del 2006 tenia 887 habitants.

## Demografia
Segons el cens del 2000, Van Buren tenia 935 habitants, 371 habitatges, i 264 famílies. La densitat de població era de 622,4 habitants/km².
Dels 371 habitatges en un 34,8% hi vivien nens de menys de 18 anys, en un 54,2% hi vivien parelles casades, en un 12,7% dones solteres, i en un 28,8% no eren unitats familiars. En el 25,3% dels habitatges hi vivien persones soles el 13,7% de les quals corresponia a persones de 65 anys o més que vivien soles. El nombre mitjà de persones vivint en cada habitatge era de 2,52 i el nombre mitjà de persones que vivien en cada família era de 2,98.
Per edats la població es repartia de la següent manera: un 28,8% tenia menys de 18 anys, un 6,7% entre 18 i 24, un 27,7% entre 25 i 44, un 21,4% de 45 a 60 i un 15,4% 65 anys o més.
L'edat mediana era de 35 anys. Per cada 100 dones de 18 o més anys hi havia 85,5 homes.
La renda mediana per habitatge era de 36.719$ i la renda mediana per família de 43.182$. Els homes tenien una renda mediana de 36.250$ mentre que les dones 21.111$. La renda per capita de la població era de 14.403$. Entorn del 8,7% de les famílies i el 9,6% de la població estaven per davall del llindar de pobresa.

## Poblacions més properes
El següent diagrama mostra les poblacions més properes.